# Synesarga brevidigitata
Synesarga brevidigitata is een vlinder uit de familie Lecithoceridae. De wetenschappelijke naam van de soort is voor het eerst geldig gepubliceerd in 2014 door Liu & Wang.

## Type
- holotype: "male. 20-VII-2001. leg. Hou-hun Li and Xin-pu Wang. genitalia slide No. LSR11150"
- instituut: ICCLS, Nankai University, Tianjin, China
- typelocatie: "China, Mt. Weibao, Weishan, 25°23’N, 100°33’E, Yunnan, 2200 m"